# Plaine vendéenne
La Plaine vendéenne, appelée localement la Plaine ou la Plaine de Luçon, est une région naturelle de France située dans le département de la Vendée  et la région Pays de la Loire. C'est une ancienne plaine sédimentaire calcaire sous-marine.

## Situation
La Plaine vendéenne est encadrée par les régions naturelles suivantes :
- au Nord par le Bocage vendéen,
- à l'Est par les collines de Gâtine,
- à l'Ouest par l'océan Atlantique,
- au Sud par le Marais poitevin.

Traversée par la vallée du Lay, ses dimensions sont réduites : 20 km du Nord au Sud sur environ 70 km d'Est en Ouest.  
La Plaine Vendéenne est aujourd'hui une région de grande culture céréalière avec de grandes exploitations et un paysage d'openfield.
Les deux principales villes de la Plaine sont Luçon et Fontenay-le-Comte.
Les habitants de la Plaine sont traditionnellement appelés les Plainauds.